# تام فن برخن
تام فن برخن (انگلیسی: Thom van Bergen؛ زادهٔ ۶ ژانویهٔ ۲۰۰۴) بازیکن فوتبال اهل پادشاهی هلند است که در حال حاضر برای خرونینگن در پست مهاجم بازی می‌کند.

## دوران حرفه‌ای

### دوران ابتدایی
تام فن برخن دوران فوتبال خود را از باشگاه VV Gorecht آغاز کرد. او در سال ۲۰۱۵ و در سن ۱۱ سالگی به آکادمی جوانان اف‌سی خرونینگن پیوست.

### اف‌سی خرونینگن
فن برخن نخستین دعوت خود به تیم اصلی را در ۱ اکتبر ۲۰۲۲ برای بازی مقابل باشگاه فوتبال آزد آلکمار دریافت کرد.
در دسامبر ۲۰۲۲، او نخستین قرارداد حرفه‌ای خود را با اف‌سی خرونینگن امضا کرد که تا ژوئن ۲۰۲۴ اعتبار داشت.
او در ۸ ژانویهٔ ۲۰۲۳ در دیدار برابر باشگاه فوتبال اکسلسیور به عنوان بازیکن ثابت، نخستین بازی خود در اردیویسه را برای خرونینگن انجام داد. در ژوئیهٔ ۲۰۲۳، او قرارداد جدیدی به مدت سه سال با خرونینگن امضا کرد که شامل گزینهٔ تمدید یک‌ساله نیز می‌شد. فن برخن در ۲۲ سپتامبر ۲۰۲۳ نخستین گل خود را برای تیم بزرگسالان در برابر هلموند اسپورت به ثمر رساند.

## دوران ملی
در مارس ۲۰۲۳، فن برخن برای نخستین بار به تیم ملی فوتبال زیر ۲۰ سال هلند دعوت شد تا در دیدار دوستانه‌ای برابر تیم زیر ۲۰ سال فرانسه حضور داشته باشد. او در طول این بازی به‌عنوان بازیکن تعویضی بر روی نیمکت باقی ماند و به میدان نرفت.